# Merapi
Merapi (Gunung Merapi) je eden najbolj aktivnih ognjenikov na svetu. Leži na osrednji Javi v Indoneziji, okrog 30 km severno od mesta Yogyakarta. Viri navajajo, da je visok 2911 m, vendar se višina z izbruhi spreminja. V zadnjem obdobju je bil vulkan aktiven med letoma 1992 in 2002 ter znova v letu 2006. Najmočnejši izbruhi so bili v letih 1006, 1786, 1822, 1872 in 1930. Ker so pobočja vulkana zelo rodovitna, so poseljena do višine okrog 1700 m. Med izbruhom leta 1930 je umrlo 1300 ljudi, leta 1994 pa 60.